# Sándor Képíró
Sándor Képíró (mađarski: Képíró Sándor) (18. veljače 1914. - 3. rujna 2011.), bio je zapovjednik žandarmerije u Mađarskoj i okupiranoj Bačkoj u vrijeme Drugoga svjetskog rata

## Životopis
Tijekom racije u Novom Sadu (21. – 23. siječnja 1942.) zapovjedao je skupinom pitomaca žandarmerijske škole u Szekszárdu. U elaboratu Pokrajinske komisije o raciji za Képíróa se kaže da je „odgovoran za sva zločinstva izvršena za vreme racije, iz razloga što je u svojstvu komandanta grupe lično za vreme racije sprovodio kontrolu nad potčinjenim mu žandarmerijskim istražnim sabirnim sprovodnim patrolama, koje su vršile raciju”.
U rujnu 2006., Efraim Zuroff, jedan od članova Centra Simon Wiesenthal kopirao je presudu iz 1942. koja govori da su Képíró i četrnaest drugih pripadnika Mađarske vojske odgovorni za Novosadsku raciju koja se dogodila 1942. Osuđen je na deset godina zatvora, ali je kasnije utvrđeno da je takva, neosnovana, presuda imala za cilj da se njome krivica vojnog vrha prebaci na niže postavljene. Stoga je 1944. oslobođen krivice, proglašen neosuđivanim i vraćen mu je čin. Boreći se protiv komunističke sovjetske najezde, 1944. se povlači u Austriju, a zatim odlazi u Argentinu nakon rata. U mađarskim arhivima ne postoji izvorna presuda o tome da ga je, kako neki tvrde,  godine 1946., komunistički režim u Mađarskoj u izočnosti osudio na četrnaest godina zatvora. Képíró se 1994. vratio u Budimpeštu, pošto su mu mađarski diplomati obećali da će u zemlji imati mira. Sve do 2006. nije bio opažen, ali ga je tada netko prijavio Centru Wiesenthal, koji je za otkrivanje svakog "ratnog zločinca" obećao po 10.000 eura.
Na optužbe Centra Wiesenthal, Képíró je odgovorio da je bio niži časnik koji je sudjelovao u okupljanju civila, no da nije sudjelovao u njihovom pogubljivanju koje je počinila vojska. Képíró je također rekao da je odbio naredbe koje su mu govorile da uradi bilo što nezakonito. "Bio sam jedini koji je tražio pisanu zapovijed. Bio sam protiv pokolja. Dokažite da sam ratni zločinac." On čak tvrdi da je u Novom Sadu svojim nastupom spasio nekog vlasnika hotela s obitelji, koje su vojnici htjeli strijeljati. Presuda iz 1944. kojom raspolaže Centar Wiesenthal govori da je Képíró, unatoč tome što je tražio pisanu zapovijed koja nije dana, sudjelovao u pokolju. Ravnatelj Centra Wiesenthal Efraim Zuroff drži kako mu je, "...to da je on moralno čudovište. Sve o čemu brine je zaštita samoga sebe."
Tužitelji iz Mađarske vojske pojasnili su kako stara presuda više ne vrijedi, te da je potrebno ispočetka otvoriti cijelo pitanje, što može trajati godinama. 14. rujna 2009. ispitivala ga je mađarska policija no, zbog manjka dokaza, optužbe protiv Képíra su odbačene.
Képírovo izručenje tražila je i Republika Srbija zbog tzv. Novosadske racije iz 1942.
Képíró je potom optužio Efraima Zuroffa za klevetu i inicirao sudski proces na sudu u Budimpešti. Njegov slučaj otvoren je u listopadu 2010. Ako bude osuđen, Zuroffu prijete dvije godine zatvora.
Preminuo je 3. rujna 2011.